# Лабух (Австрія)
Лабух (нім. Labuch) — комуна в Австрії, у федеральній землі Штирія.
Входить до складу округу Вайц. Населення становить 799 осіб (на 31 грудня 2013 року). Займає площу 7,25 км².

## Політична ситуація
Бургомістр комуни — Філіппіне Хірцерр (Австрійська народна партія(АНП) за результатами виборів 2005 року.
Рада представників комуни (нім. Gemeinderat) складається з 9 місць.
- Австрійська народна партія (АНП) займає 5 місць.
- СДПА займає 4 місця.